# カーライル・グリーン
サー・カーライル・アーノルド・グリーン（英語: Sir Carlyle Arnold Glean、1932年2月11日 - 2021年12月21日）は、グレナダの元政治家。

## 経歴
カルガリー大学とイースト・アングリア大学で学んだ。1990年から1995年まで、ニコラス・ブラスウェイト政権で教育相を務めた。2008年11月には同国の総督に指名され、2013年5月まで在任した。勲一等聖マイケル・聖ジョージ勲章 (GCMG) 受章。